# 完顏仲元
完颜仲元，金朝末年将领，本为郭姓，金朝中都（今北京市）人。
蒙古帝国成吉思汗进攻中都，大安元年（1211年）他应李雄招募，抗击蒙古，多次立下战功。贞祐三年（1215年），授永定军节度使，赐姓完颜氏，属下号称花帽军，大家称他为郭大相公。兼宣撫使，知河間府事。数月后，为知济南府事，权山东东路宣抚副使，贞祐四年（1216年），改任河北宣抚副使，率军镇压漣水红袄军，兼單州經略使，遥授知归德府事。十月駐軍盧氏，改商州经略使。权元帅右都监。兴定元年（1217年），再为单州经略使，多次在盱眙、海州击败宋军和红袄军。兴定三年（1219年），奉金宣宗诏屯驻宿州，和右都监纥石烈德一起行帅府事。兴定四年（1220年），歷任保靜軍節度使、勸農使。兴定五年（1221年），为镇南节度使。元光元年（1222年），蒙古军攻打陕西，他改任凤翔府知府抗击蒙古。凤翔解围，次年，任元帅府右监军。金哀宗即位，担任兵部尚书。皇太后衛尉。他作为大将，深沉刚毅有谋略，南迁后的名将。

## 传記資料
- 《金史》 列传第四十一